# Ахметово (Абзеліловський район)
Ахме́тово (рос. Ахметово, башк. Әхмәт) — присілок у складі Абзеліловського району Башкортостану, Росія. Входить до складу Кірдасовської сільської ради.
Населення — 145 осіб (2010; 151 в 2002).
Національний склад:
- башкири — 100%